# Titi Müller
Thielen Liziane Müller dos Santos, mais conhecida como Titi Müller (Porto Alegre, 23 de setembro de 1986), é uma apresentadora brasileira. É irmã da atriz Tainá Müller. Ganhou notoriedade como VJ na MTV Brasil entre 2009 e 2013, onde apresentou os programas Podsex, Verão MTV, Viva! MTV, MTV Sem Vergonha, Mochilão MTV e  Acesso MTV – seu trabalho de maior destaque ao lado de MariMoon. Em 2013 assinou com o Multishow, onde apresenta o programa de viagens Anota Aí, além de ser a principal âncora na cobertura dos festivais de música exibidos pela emissora.

## Primeiros anos
Nascida em Porto Alegre, no Rio Grande do Sul, Thielen Müller é filha da dona de casa Vera Müller e do empresário Eduardo dos Santos, tendo como irmãs as atrizes Tainá Müller e Tuti Müller. Durante a adolescência, aos treze anos, foi estuprada, fato que revelou apenas em 2017 durante entrevista à Folha de S.Paulo. Em decorrência do abuso, Titi desenvolveu anorexia como forma de descontar o grande trauma psicológico que passou. Durante a adolescência trabalhou como animadora de festa infantil em buffets da cidade. Nesta época pensava em estudar sexologia.

## Carreira
Titi estreou como apresentadora em 2008 no portal da MTV Brasil apresentando o web-show Podsex. Pela boa recepção do público, a emissora decidiu transferir o programa da internet para a televisão e tornou-o programação da emissora, estreando em 20 de fevereiro de 2009 o Podsex ao lado de Kika Martinez, que ia ao ar semanalmente as sextas-feiras respondendo dúvidas sobre sexo e debatendo temas tidos como tabu. Entre 2009 e 2010 se tornou repórter do especial de verão Verão MTV e do programa Viva! MTV, apresentado por Marina Person. Em 2010 estreou a frente da reformulação do Acesso MTV junto com MariMoon, no qual permaneceu por quatro temporadas apresentando as notícias sobre música, entrevistando artistas e recebendo em tempo real mensagens do público através do Twitter. Paralelamente também apresentou entre 2012 e 2013 o MTV Sem Vergonha ao lado de Didi Effe, onde recebiam convidados para conversar sobre a vida sexual, além de aplicarem jogos sobre sexo em um cenário temático que incluía um pole dance, uma cama em formato de língua e um lustre de vibradores.
Nessa mesma época também fez parte da bancada de entrevistadores do programa Jovem Pan Morning Show, na rádio Jovem Pan FM. Entre 16 e 27 julho de 2012 apresentou o Furo MTV durante duas semanas enquanto Dani Calabresa e Bento Ribeiro viajavam para o Reino Unido para se prepararem para apresentar a cobertura de Olimpíadas. Em dezembro de 2012 é anunciado que o Acesso MTV passaria por uma nova reformulação no próximo ano, levando a demissão de MariMoon junto com diversos outros apresentadores devido a crise financeira que se abatia na MTV Brasil e ao afastamento de Titi, que passou a dedicar-se apenas ao MTV Sem Vergonha, sendo as duas substituídas por Juliano Enrico na nova temporada em 2013. Durante este ano Titi apresentou o programa de viagens Mochilão MTV. Em 13 maio, no entanto, Titi é trazida de volta ao Acesso MTV devido ao protesto do público nas redes sociais. Em 13 de junho o programa chega ao fim e Titi recebe a notícia no último intervalo de que havia sido demitida, retornando ao último bloco chorando para se despedir dos espectadores. Logo após é contratada pelo Multishow parar cobrir a transmissão ao vivo do show de Anitta e do Rock in Rio.
Em 15 de maio de 2014 estreia no cinema no filme Do Lado de Fora, interpretando a lésbica Marília, uma rebelde sem causa que vive em conflito com sua namorada mais séria. No mesmo ano estreia no comando do programa de viagens Anota Aí, mostrando lugares curiosos ao redor do mundo longe dos tradicionais pontos turísticos. Em 25 de setembro de 2017 se torna jurada do talent show Humoristinhas, que buscava revelar um humorista infantil. Em 2018 se torna apresentadora do A Eliminação, onde entrevista e realiza jogos com os eliminados do Big Brother Brasil.

## Festivais de música

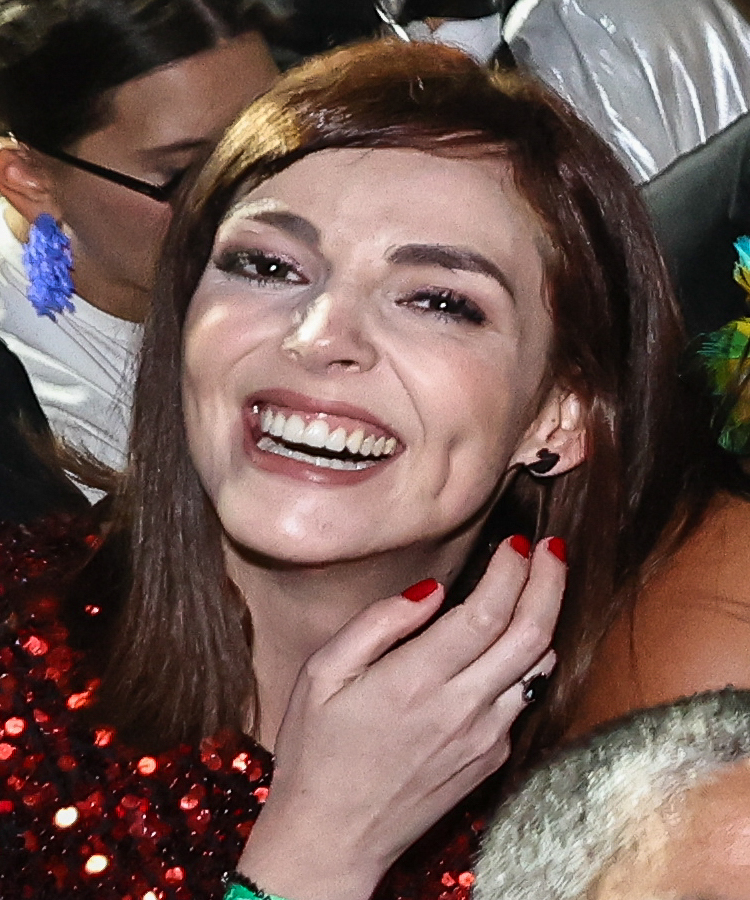
Müller no Festival do Futuro durante a posse de Luiz Inácio Lula da Silva em 2023.

Além de sua carreira na apresentação de programas, Titi se tornou também apresentadora habitual na cobertura de festivais de música a partir de 2013 no Multishow, tanto por seus conhecimentos sobre música e experiência na entrevista de artistas internacionais por ter trabalhado anos na MTV Brasil, quanto pela fluência em língua inglesa. Desde 2013 é responsável pela cobertura das edições do Rock in Rio, em 2014  passou a fazer a transmissão do Lollapalooza. Além destes, também trabalha em outros festivas de grande porte, como Planeta Atlântida e Villa Mix. 
Durante o Lollapalooza 2017, Titi criticou as composições do DJ israeliano Borgore, alegando que expressavam machismo: "Na medida que ele foi ganhando visibilidade, as letras compostas por ele, extremamente machistas, misóginas, babacas, foram ganhando visibilidade e, obviamente, muitas críticas. Letras tipo 'aja como uma vadia, mas antes lave louça'. Eu gostaria de falar ‘machistas não passarão’, mas vai passar agora". A declaração gerou grande repercussão na imprensa e entre o público das redes sociais.
No Festival Festeja em 2019, Titi fez uma brincadeira com a música "Vai dar PT" cantada por Léo Santana, dizendo que essa seria uma profecia para 2022, alusão ás próximas eleições presidenciais. Ainda em 2019, Titi roubou a cena na transmissão do Rock in Rio ao ironizar o presidente Jair Bolsonaro e destacar as fortes criticas que o público fazia a ele. Ao vivo no Multishow, Titi soltou a frase "A galera está pedindo Anitta há muito tempo!" porém ao virar o microfone para o público, era possível ouvir xingamentos e vaias à Bolsonaro. O episódio rapidamente viralizou e a apresentadora acabou se tornando um dos destaques da edição do festival.

## Vida pessoal
Titi se formou em design de moda e em design industrial. Em 2012 começou a namorar o cantor Rodrigo Tavares, ex-baixista da banda Fresno, com quem permaneceu até 2016. Em 2017 começou a namorar o guitarrista Tomas Bertoni, da banda Scalene. Müller e Bertoni se casaram em 21 de setembro de 2019, em São Paulo. No dia 7 de janeiro de 2020, anunciou estar grávida do seu primeiro filho, Benjamin, nascido em 11 de junho. Ela e Bertoni anunciaram sua separação em agosto de 2021. Em 2023, afirmou ser bissexual e assumiu namoro com a profissional de relações públicas Lívia Lobato.

## Filmografia

### Televisão
| Ano     | Título                      | Função        |
| ------- | --------------------------- | ------------- |
| 2009    | Podsex MTV                  | Apresentadora |
| 2009    | Scrap MTV                   | Repórter      |
| 2010    | Verão MTV                   | Repórter      |
| 2010    | Viva! MTV                   | Repórter      |
| 2010–13 | Acesso MTV                  | Apresentadora |
| 2012–13 | MTV Sem Vergonha            | Apresentadora |
| 2013    | Mochilão MTV                | Apresentadora |
| 2014–22 | Anota Aí                    | Apresentadora |
| 2017    | Humoristinhas               | Jurada        |
| 2018–19 | Eisenbahn Mestre Cervejeiro | Apresentadora |
| 2018–20 | A Eliminação                | Apresentadora |

### Internet
| Ano  | Título            | Cargo           | Notas       |
| ---- | ----------------- | --------------- | ----------- |
| 2008 | Podsex MTV        | Apresentadora   |             |
| 2014 | Academia de Drags | Jurada especial | Temporada 1 |

### Cinema
| Ano  | Título          | Personagem    |
| ---- | --------------- | ------------- |
| 2014 | Do Lado de Fora | Marília (Mah) |

## Rádio
| Ano     | Título                 | Cargo    | Notas        |
| ------- | ---------------------- | -------- | ------------ |
| 2012–13 | Jovem Pan Morning Show | Repórter | Jovem Pan FM |

## Prêmios e indicações
| Ano  | Prêmio                  | Categoria            | Trabalho indicado | Resultado | Ref    |
| ---- | ----------------------- | -------------------- | ----------------- | --------- | ------ |
| 2018 | Prêmio Jovem Brasileiro | Melhor Apresentadora | Anota Aí          | Indicado  |        |
| 2019 | Poc Awards              | The Bosh             | Ela mesma         | Venceu    | [ 45 ] |